# 陝西省政府 (中華民國)
陝西省政府是中華民國南京國民政府在陝西省的最高地方行政機關。自民國16年（1927年）6月武漢國民政府指定于右任為陝西省政府主席及省政府委員及各廳廳長開始，到民國38年（1949年）12月初中共解放軍進入陝南南鄭縣為止，前後歷時23年。

## 構成
民國16年（1927年）6月10日，武漢國民政府指定于右任為陝西省政府主席，並於同月13日任命陝西省政府委員及各廳廳長。「寧漢合流」以後，南京國民政府於7月18日改組陝西省政府，重新任命陝西省政府委員。10月30日再次改組陝西省政府委員會，正式任命于右任為省政府主席（實際並未上任），並增設農礦等廳。民國19年（1930年）11月25日再次改組陝西省政府，縮減委員為7—9人，並裁撤司法廳與農礦廳，之後陸續增設保安處、審計處、水利局、印花煙酒稅局及保安司令部等行政機構。
陝西省政府機構下設秘書處，民政、財政、建設、教育4廳，省保安處、省人事處、省會計處與統計處、省社會處、省地政局、省合作事業管理處、省驛運管理處、省衛生處、省糧食管理局等等。

## 省政府駐地
省政府的省會一直在西安市（1943年以前為長安縣縣域），第二次国共内战後期，國民政府已處於日暮途窮的境地。民國38年（1949年）初，解放軍第一野戰軍發動春季攻勢和陝中戰役；5月，陝西政府南遷南鄭縣。

## 陕北行政公署
民國36年（1947年）5月，陝西省政府主席祝紹周為恢復陝北行政建制，配合胡宗南重點北進延安，呈請國民政府行政院決議通過，於同年9月17日成立陝北行署，並通過《陝西省政府陝北行署組織規程》，內容規定行署隸屬於陝西省政府，並受西安綏靖公署主任的指揮監督。行署設在延安，以榆林、延安、綏德3個專署所轄陝北19縣為其管轄區。由陝西省政府委員顧希平為主任。民國37年（1948年）4月胡宗南撤出延安後，陝北行署於4月20日撤回西安。

## 歷任陝西省政府主席
1. 于右任（1927年6月～1930年10月）
2. 石敬亭（代理，1927年7月～11月）
3. 宋哲元（代理，1927年11月～1930年4月）
4. 田雄飛（代理，1928年5月～6月）[4]
5. 劉郁芬（代理，1930年4月～10月）
6. 楊虎城（1930年10月～1933年5月）
7. 邵力子（1933年6月～1936年12月）
8. 王一山（代理，1936年12～1937年2月）
9. 孫蔚如（1937年2月～1938年7月）
10. 蔣鼎文（1938年6月～1941年7月）
11. 熊　斌（1941年7月～1944年3月）
12. 祝紹周（1944年3月～1948年7月）
13. 董　釗（1948年7月～1949年12月）